# Теорема Чеботарёва о матрице Вандермонда
Теорема Чеботарёва о матрице Вандермонда (теорема о корнях из единицы) — утверждение о неравенстве нулю всех миноров матрицы Вандермонда для корней из единицы. Установлено в 1930-е годы советским математиком Н. Г. Чеботарёвым.
Согласно теореме, для любого простого числа {\displaystyle p} все миноры матрицы Вандермонда {\displaystyle \|a_{jk}\|_{0}^{p-1}}, где {\displaystyle a_{jk}=e^{{\frac {2\pi i}{p}}jk}}, отличны от нуля.
Результат имеет важное значение для цифровой обработки сигналов, так как матрица Вандермонда для корней из единицы — одно из представлений дискретного преобразования Фурье.

## История
Теорема впервые появилась в работе Чеботарёва 1926 года и представляет собой конкретизацию общей идеи о линейной независимости характеров конечных абелевых групп.

## Значение и применения
В теории Галуа теорема устанавливает фундаментальную биекцию между классами сопряжённости в группе Галуа {\displaystyle \mathrm {Gal} (L/K)} расширения {\displaystyle L/K} и типами разложения простых идеалов кольца целых поля {\displaystyle K} в расширении {\displaystyle L}.
В теории чисел теорема даёт точную асимптотическую плотность {\displaystyle \delta (C)=|C|/|G|} множества простых идеалов с заданным типом разложения в {\displaystyle {\mathcal {O}}_{L}}, обобщая теорему Дирихле о простых числах в арифметических прогрессиях.
Из утверждения теоремы вытекает обратимость матрицы ДПФ, построенной на корнях из единицы, что делает возможным вычисление как прямого, так и обратного преобразования. Также утверждение теоремы влечёт за собой корректность алгоритмов БПФ, например, (метода Кули — Тьюки).
Теорема Чеботарёва через свойства матриц Вандермонда над конечными полями гарантирует обратимость матрицы кодирования по методу Рида — Соломона, что является основой алгоритмов построения этих кодов и декодирования (например, алгоритмов Берлекэмпа — Уэлча и Евклида), а также влечёт за собой наличие у них MDS-свойства.